# Papyrus (電子辞書)
Papyrus（パピルス）はかつて発売されていたシャープの電子辞書の名称。2005年に、それまでの「e-dictionary」から改称された。
電子辞書「エクスワード」シリーズ（カシオ計算機）と人気を二分する。以前は、電子辞書としては珍しくカラー液晶やワンセグチューナーを搭載した機種を発売していたが、2008年8月発売のPW-AC830/AC880よりカラー液晶搭載モデルはBrainに移行し、Papyrusとの棲み分けが行われていた。

## 特徴
- 以前はキーボードの書体は他社と同じような普通のゴシック体であったが、近年は独自のデザインフォントを用いていたり、本体の形状、ボタンの形に統一性を持たせたデザインにより、視覚的な差別化を図っている。
- 音声エンジンにヤマハのLSIを採用している。
- シェア1位の「エクスワード」に比べ、独自機能が充実している。
- タッチパネルを搭載した機種もある。読みが分からない漢字を手書きで入力したり、メイン画面の表示に応じて必要なキーが表示され様々な操作が可能である。
- シャープの電子辞書の主力モデルは全てBrainに移行しており、モノクロ液晶などの小型機種を中心に生産を継続していたが、Brainにモノクロ液晶を採用した小型機種が追加発売されたことでPapyrusの全機種の生産が終了され、Brainへ一本化された。

## 機種一覧
以下は全て生産終了機種である。

### 生活総合タイプ
- PW-AT790
- PW-TC930（カラー液晶）：PW-TC920をもとに、百科事典がマイペディアからブリタニカ国際大百科事典に変更されたり、ジーニアス英和辞典などが新しくなったりといくつかのコンテンツが追加・削除・更新されたモデル。
- PW-TC920（カラー液晶）：PW-TC900に手書きパッドを追加したモデル。
- PW-TC900（カラー液晶）：電子辞書初のワンセグチューナー搭載機。画面を反転させて折り畳むことでポータブルテレビのように使用できる。
- PW-N8100（カラー液晶）：PW-N8000に音声機能が追加されたモデル。コンテンツ数も43から47に増加した。
- PW-N8000（カラー液晶）：高精細カラー液晶を搭載。PW-C8000の後継機種だが、コンテンツ数が43と減少し、しばらくはPW-C8000と併売された。
- PW-C8000（カラー液晶）：大型カラー液晶を搭載し当時最多の71コンテンツを収録。当時の生活総合モデルとしては異例の音声機能付き。デザインが特徴的。
- PW-AT780
- PW-AT770
- PW-AT760
- PW-AT750
- PW-A700
- PW-V8100
- PW-A8410
- PW-A8400
- PW-A3500
- PW-9920
- PW-9910
- PW-A8050

### 学習・専門タイプ
- PW-GM510
- PW-GT570
- PW-GT550
- PW-G500
- PW-V9550
- PW-V9500
- PW-V9400
- PW-9400
- PW-LT220
- PW-LT230
- PW-LT300
- PW-V8910
- PW-V8900
- PW-V8600
- PW-A8800
- PW-A8500

### コンパクトタイプ
- PW-AM700
- PW-AM500
- PW-M100
- PW-M800
- PW-M850
- PW-S7200

### スタンダードタイプ
- PA-F500
- PA-660-NX
- PA-630-NX
- PA-860-SX
- PA-660-GX
- PA-630-GX